# Beverly Hills Chihuahua
Beverly Hills Chihuahua (Brasil: Perdido pra Cachorro / Portugal: O Chihuahua de Beverly Hills) é um filme americano, do gênero comédia, produzido pela Walt Disney Pictures. Foi dirigido por Raja Gosnell e lançado em 3 de Outubro de 2008. O enredo gira em torno de uma chihuahua, que se perde no México nas férias da sobrinha de sua dona.

## Sinopse
O filme conta a história de Chloe,(Drew Barrymore), uma chihuahua que nasceu em Beverly Hills, mas durante um feriado ela é seqüestrada na Cidade do México onde encontra outros cães que irão ajudá-la a voltar para casa. A cadelinha está sozinha, pela primeira vez em sua vida, e terá que confiar em seus novos amigos, incluindo um pastor alemão durão que conheceu nas ruas e também é um ex-cão policial, cujo nome é "Delgado" (Andy García), e o lindo e apaixonado caozinho "Papi" (George Lopez), que tentou conquistar o coração dela. Fora da área de luxos a que esta abituada, ela tenta desesperadamente voltar para a sua dona, "Tia Viv" (Jamie Lee Curtis), cuja sobrinha Rachel (Piper Perabo) perdeu o cachorrinho por acidente durante umas férias no México. A sobrinha de "tia Viv" não vai ser contentar, já que tentará por todos os meios possíveis e com a ajuda dos seus amigos, encontrar o amado animal de estimação de sua tia, por isso vai começar uma desesperada missão para trazer "Chloe" de volta para sua casa e tê-la novamente em seus braços.

## Elenco
- Jamie Lee Curtis como Vivian "Viv" Ashe
- Piper Perabo como Rachel Ashe Lynn
- Manolo Cardona como Sam Cortez
- Ali Hillis como Angela
- Jose Maria Yazpik como Angel Gomez
- Maury Sterling como Valeria Gomez
- Jesús Ochoa como Officer Ramirez
- Eugenio Derbez como Storekeeper

Vozes
- Drew Barrymore como Chloe - Chihuahua
- Andy García como Delgado - Pastor-alemão
- George Lopez como Papi - Chihuahua
- Edward James Olmos como El Diablo - Dobermann
- Placido Domingo como Monte - Chihuahua
- Paul Rodriguez como Chico - Iguana
- Cheech Marin como Manuel - Neotoma
- Loretta Devine como Delta - Poodle
- Luis Guzman como Chucho - Dogue alemão
- Michael Urie como Sebastian - Buldogue Francês
- Eddie "Piolín" Sotelo como Rafa - Bull terrier